# 日野てる子
日野 てる子（ひの てるこ、結婚後の本名：一ノ瀬 輝子 - いちのせ てるこ、1945年7月13日 - 2008年9月9日）は、日本の女性歌手。所属事務所はハブ・マーシー。

## 来歴・人物
愛媛県松山市出身。松山東雲高等学校卒業。
1962年、全日本ハワイアンコンテスト優勝をきっかけに翌1963年に上京。バッキー白片らに師事する。
1964年、ハワイアン歌手として日本グラモフォンよりデビュー。
1965年に発表した「夏の日の想い出」がヒット。本分のハワイアンとは趣を異にする曲ではあったが、100万枚を超えるミリオンセラーとなったことから自身の代表曲となり、同年のNHK紅白歌合戦にも初出場を果たした。ちなみにこの曲は当初「ワン・レイニーナイト・イン・トーキョー」のシングルB面曲だったもので、ヒットにより後にA面としてジャケットを差し替え発売されている。
1966年に発表されヒットした「道」は以前に丘野美子が歌ってヒットした曲のカバーである。この曲は西田佐知子の「アカシアの雨がやむとき」や「東京ブルース」を作曲した藤原秀行の作曲である。
1969年、作曲家・編曲家の一ノ瀬義孝と結婚、翌1970年に引退。以後、1男1女を儲け主婦に専念していたが、子育てが一段落したのを機に1978年から歌手活動を再開した。
2003年12月に肺癌と診断され、以後入退院を繰り返すようになる。その間も活動は続けられたが、2007年12月を最後に休止。
2008年（平成20年）9月9日、肺癌のため東京都杉並区の病院で死去。63歳没。葬儀・告別式は近親者だけで行われたが、同年10月20日、都内のホテルで「お別れの会」が営まれ、鈴木道明、三沢あけみ、大月みやこら約300人が出席した。また同年の第50回日本レコード大賞で特別功労賞が贈られた。
長いストレートの黒髪と花の髪飾りがトレードマークであった。
長女の一ノ瀬トニカ、長男の一ノ瀬響は、ともに音楽家として活動している。

## ディスコグラフィー

### シングル
1. 「カイマナ・ヒラ／南国の夜」 DJ-1453　1964年5月1日臨発　デビュー盤
2. 「星かげの浜辺／別れの磯千鳥」 SDR-1007　1964年7月新譜
3. 「砂の上の影絵／砂丘の花」　SDR-1026　1964年9月新譜
4. 「雨の出船／シャンシャン花嫁」 SDR-1027　1964年10月新譜
5. 「泣きぬれる夕陽に／爪をかむ少女」（A面は同名のTBSテレビ映画主題歌） SDR-1042　1964年10月20日発売
6. 「海ほうずきの想い出／いつか来た道」 SDR-1047　1965年1月5日臨発
7. 「ワン・レイニーナイト・イン・トーキョー／夏の日の想い出」 SDR-1060　1965年1月20日発売　初版は「ワン・レイニー〜」がA面、再版は「夏の日の想い出」がA面。
8. 「北国の初恋／南の海が恋しいな」（A面はTBS田園ソング・2月の歌）　SDR-1081　1965年4月新譜
9. 「青いインキ／夜空の花」　SDR-1089　1965年4月5日発売
10. 「南国の夜／月の夜は」　SDR-1090　1965年5月1日臨発
11. 「小さな竹の橋／カイマナ･ヒラ」　SDR-1091　1965年5月1日臨発
12. 「若い朝／そのことは云えない」　SDR-1123　（A面は連続テレビドラマ「寒い朝」主題歌、B面は同名のTBSドラマ主題歌）　1965年7月5日発売
13. 「夏の終りに／ヨットは白い帆をあげて」　SDR-1126　1965年8月5日発売
14. 「サビタの湖／ミモザの港」　SDR-1138 （A面はNHKきょうのうた）1965年9月5日発売
15. 「港の丘に泪して／アルペン小唄」　SDR-1160　1966年1月5日発売
16. 「さいはての湖／ふるさとが恋しいとき」　SDR-1187　1966年4月5日発売
17. 「青山の灯も消えて／やさしく愛して」（A面は高城丈二とデュエット）　SDR-1203　1966年6月5日発売
18. 「道／水色の雨にぬれて」　SDR-1222、1966年8月5日発売
19. 「霧の中のくちづけ／みんなさようなら」　SDR-1230、1966年10月5日発売
20. 「島の別れ唄／瀬戸の子守唄」　SDR-1246、1967年1月5日発売
21. 「浜辺は夜だった／恋の渚で」　SDR-1271、1967年4月15日臨発　（B面の編曲は一ノ瀬義孝（夫））
22. 「南十字の星に泣く／海から来る人」（B面は朝日放送ホームソング）SDR-1292、1967年 8月5日発売
23. 「誰かしら／好きだと云って」（AB面共にロス・インディオスと）　SDR-1319、1968年1月5日発売
24. 「悲しい青空／夜の渚の君とぼく」　SDR-1336、1968年4月5日発売
25. 「南の誘惑／云いだせなくて」　SDR-1356、1968年6月5日発売
26. 「赤い傘にひとり／海はきらい」　SDR-1373、1968年9月5日発売
27. 「堂ヶ島慕情／青い汐風」　SDR-1397、1968年11月5日発売
28. 「花びらの涙／夢を呼ぶ渚」　SDR-1431、1969年5月5日発売
29. 「夕日のアベ･マリア／みずうみ」　DR-1619 、1971年7月1日発売
30. 「モーニング・デュウ／夏の日の想い出」　AT-4046、1977年7月新譜　TAMレーベル（東宝レコード）「夏の日の想い出」は再録音

- 「サビタの湖」「星影の浜辺」（A面はNHKきょうの歌）
- 「海ほうずきの思い出」「南国の夜」
- 「しゃんしゃん花嫁」「夏の日の思い出」
- 「港の丘に泪して」「北国の初恋」
- 「サビタの湖」「若い朝」
- 「恋路」「別れ歌」
- 「ユーアンド・ミーアンド・マイラブ」「女ごころ」
- 「なつかしの日本平」（ご当地ソング、片面）

### コンパクト盤
1. 別れの磯千鳥（日野てる子ハワイアン・アルバム））（別れの磯千鳥/小さな竹の橋/南国の夜/月の夜は）　SLKJ-72、1965年5月1日臨発
2. 港の丘に泪して（港の丘に泪して/北国の初恋/若い朝/アルペン小唄）　SKR-1002、1966年6月5日発売
3. 夏の日の想い出（夏の日の想い出/ワン･レイニーナイト･イン･トーキョウ/サビタの湖/星かげの浜辺）　SKR-1009、1966年6月5日発売
4. 日野てる子ハワイアン・アルバム（真珠貝の歌/ケ・カリ・ネイ・アウ/マウイ・ワルツ/ダヒル・サヨ）　SLKJ-98、1966年6月5日発売
5. さいはての湖（さいはての湖/水ふるさとが恋しいとき/爪をかむ少女/泣きぬれる夕陽に）　SKR-1013、1966年9月5日発売
6. 道（道/水色の雨にぬれて/恋路/別れの歌）　SKR-1021、1967年3月新譜

### アルバム
1. 日野てる子 ハワイアン・アルバム　SLJM-1053、1964年5月1日臨発
2. 別れの磯千鳥（日野てる子・ハワイアンアルバム）　SLJM-1159、1965年5月1日臨発（ジャケットが白地ペラ版と見開き赤ジャケ版と2種類？）
3. 爪をかむ少女（日野てる子ヒットアルバム）　SLJM-1165　1965年5月5日発売
4. 夏の日の想い出（日野てる子ヒット・アルバム） 　SLJM-1219　1965年11月5日発売
5. ハワイアン･パラダイス（日野てる子ハワイアン・アルバム）　SLJM-1270、1966年6月5日発売
6. 港の丘に泪して（日野てる子ヒット・アルバム）　SLJM-1278、1966年6月5日発売
7. 道（日野てる子ヒット・アルバム）　SLJM-1333、1967年3月新譜
8. 日野てる子 ハワイアン・ベスト･アルバム　SLJM-1352、1967年5月1日臨発
9. 日野てる子 ゴールデン･ハワイアン･アルバム　SLJM-1414、1968年5月1日臨発
10. 日野てる子 ハワイアン･デラックス　SMR-3044、1969年5月5日発売
11. 日野てる子　ハワイの休日　MR-3111、1970年5月15日臨発
12. 流氷の女　MR-2221、1972年10月21日発売
13. てる子日野／イン・クロスオーバー　AX-5804、1977年7月新譜　TAMレーベル（東宝レコード）（日野てる子 with キャプテンドッタ＆ソウルシップス）
14. 魅惑のハワイアン・ベスト　MR-3118、1978年5月新譜
15. 日野てる子・愛をうたう　YV22-1、1979年11月25日発売（ユピテルレコード）

- ハワイアン・ベスト・ヒット　YY25-1002、1980年発売／ユピテルレコード
- 南国の夜（日野てる子 with 大橋節夫）　YY25-1008、1982年発売／ユピテルレコード

### 録音に参加したアルバム
- 手をあらいましょう（リズムと生活シリーズ No.1）　SMC-1005、1965年9月5日発売

　　幼児総合保育用のＬＰだが、「おふろにはいろう」と「汗をふこう」の２曲を日野てる子が歌っている。
- おはよう　こんにちは（リズムと生活シリーズ No.2）　SMC-1006、1966年1月15日発売

　　日野てる子の歌唱は「いじめっこ」と「男の子と女の子」の２曲。
- かんさつしよう（リズムと生活シリーズ No.3）　SMC-1007、1966年4月新譜

　　日野てる子の歌唱は「さかなは水のなか」と「おんなじやさい」の２曲。
- たのしい行事（リズムと生活シリーズ No.4）　SMC-1008、1966年5月5日発売

　　日野てる子の歌唱は「注射のうた」と「子どもの盆おどり」の２曲。

### ソノシートブック
- 「夏の日の想い出」　頸文社フォノシート、楽譜付 KSJ-3005

（海ほうずきの想い出/南国の夜／シャンシャン花嫁／夏の日の想い出）
- 「さいはての湖」　頸文社フォノシート、楽譜付 KSJ-3018

（さいはての湖/港の丘に泪して／サビタの湖／若い朝）
- 「ワンスター化粧品」の唄（ワンスター化粧料本舗）

### カセットテープ
- 夏の日の想い出/ワン･レイニーナイト･イン･トーキョー

（シングルカセット/オリジナルカラオケ入、楽譜付）　POSH-1115

### CDベストアルバム
- ベスト2500/夏の日の想い出　全15曲　POCH-1290、1993/11/26
- 日野てる子　ハワイアン全曲集　全23曲　POCH-1564、1996/5/2
- 日野てる子ベスト･コレクション　夏の日の想い出

（The CD-Club 通販専売、全20曲　FPCL-40590、2001年）
- スーパーバリュー　全12曲　UPCH-8011、2001/12/19
- ゴールデン☆ベスト 日野てる子 UPCY-6016、2004/6/2
- 日野てる子　ベスト・セレクション(廉価版CD)　全18曲 TRUE-1028
- 日野てる子　ベストアルバム(廉価版CD)　全7曲、EJS-6125

## NHK紅白歌合戦出場歴
| 1965年（昭和40年）/第16回 | 夏の日の想い出   | バーブ佐竹     |
| 1966年（昭和41年）/第17回 | 道               | ダークダックス |
| 1967年（昭和42年）/第18回 | 南十字の星に泣く | 布施明         |
| - このうち、第16回と第17回は歌唱映像が現存し、両方とも『思い出の紅白歌合戦』（NHK-BS2）で、日野の歌唱を含め全編が再放送されている。 - 第18回は映像は現存するが、日野の歌唱映像については詳細不明。 |                  |                |

## NHKみんなのうた出演歴
| 初放送                               | 曲目             | コーラス           | 再放送                     |
| ------------------------------------ | ---------------- | ------------------ | -------------------------- |
| 1967年（昭和42年）6月 - 7月          | 美しいカハナの島 | （なし）           | （なし）                   |
| 1973年（昭和48年）8月 - 9月          | ブランコ         | 東京放送児童合唱団 | 2023年（令和5年）2月 - 3月 |
| - 『ブランコ』はラジオのみの再放送。 |                  |                    |                            |

## 主なテレビ出演
- 特別機動捜査隊 （NET）
  - 第154話「東京0米地 -前編-」（1964年）
  - 第155話「東京0米地 -後編-」（1964年）
- 寒い朝（1965年、12ch） - 主演